# لیلیان هال-دیویس
لیلیان هال-دیویس (انگلیسی: Lillian Hall-Davis؛ ۲۳ ژوئن ۱۸۹۸ – ۲۵ اکتبر ۱۹۳۳) هنرپیشه اهل بریتانیا بود. وی بین سال‌های ۱۹۱۷ تا ۱۹۳۱ میلادی فعالیت می‌کرد.
از فیلم‌هایی که وی در آن نقش داشته است، می‌توان به رینگ اشاره کرد.